# Der Mann von Barbarossa
Der Mann von Barbarossa ist der elfte James-Bond-Roman, der nicht von Ian Fleming geschrieben wurde. Nach Flemings Tod 1964 wurden andere Autoren von der Ian Fleming Publications Limited beauftragt, die James-Bond-Romanreihe fortzuführen. Der Roman erschien am 20. Dezember 2017 in der deutschen Erstveröffentlichung beim Cross Cult Verlag.

## Inhalt
Der Roman beginnt mit einem Vorspiel, das einige Hintergrundinformationen über den Einmarsch der Nazis in die Sowjetunion mit dem Codenamen Operation Barbarossa durchgesickert sind, die für diverse Attentate verantwortlich waren.
Ein älterer Amerikaner, der in New Jersey lebt, wird von einer russischen Terrorgruppe namens „Scales of Justice“ entführt.
M wird von Boris Stepakov über die Möglichkeit informiert, zwei Briten einzuschleusen. Er beschließt, sich auf eine ungewöhnliche Zusammenarbeit mit dem Mossad einzulassen. Der israelische Geheimdienst schickt Pete Natkowitz nach London. Natkowitz bringt Informationen, dass sie beweisen können, dass Woronzow und Penderek in Wirklichkeit zwei verschiedene Männer sind.
Die beiden Geheimagenten untersuchen die Aktivitäten von Stéphanie Adoré und Henri Rampart, zwei französischen Agenten, die sich in der Londoner Nacht ohne Genehmigung mit zwei KGB-verbundenen Personen getroffen haben. Am nächsten Tag brechen James Bond und Pete Natkowitz nach Moskau auf, wo sie von Boris Stepakov empfangen werden.
Sie finden heraus, dass die beiden französischen Agenten den echten Josef Woronzow entführt und den Russen übergeben haben, die ihn in einer Datscha am Schwarzen Meer festhalten.
Durch Professor Vladimir Lyko, einen Englischprofessor, der zum Doppelagenten der Terrorgruppe aufgestiegen ist, erfahren sie, dass die Organisation beschlossen hat, einen Scheinprozess durchzuführen und ihn zu filmen. Ihre einzige Chance besteht darin, Bond und Natkowitz als Ersatz für ein britisches Filmteam in die Sowjetunion zu schicken, das Scales of Justice geschickt hat.
Stepakov hat beschlossen, 007 und Natkowitz als Betreiber zu infiltrieren, zusammen mit seiner Agentin Nina Bibikova, die sich als Bonds Frau ausgeben wird. Das Mädchen spricht gut Englisch und ist die Tochter von Michael Brooks und Emerald Lacy, britischen Agenten, die in den KGB eingeschleust wurden und einige Jahre zuvor bei einem Autounfall ums Leben kamen.
Die drei werden daher vom Professor an die Waage der Gerechtigkeit ausgeliefert und in ein abgelegenes Kloster nahe der Grenze zu Finnland gebracht. Lyko wird unmittelbar danach ermordet.
Dort werden sie beauftragt, einen Prozess gegen Woronzo mit einer ganzen Reihe jüdischer Zeugen zu filmen. Während Bond damit beschäftigt ist, den Scheinprozess zu filmen, wird Stepakov vom Präsidenten der Sowjetunion für die überragenden politischen Morde scharf gerügt. Doch der Mann erklärt seinem Gesprächspartner, dass er einige Männer infiltriert hat und weiß, wo sie sind. Der Präsident genehmigt eine Operation und vertraut sie einem Speznas-Team unter der Leitung von General Gleb Berzin an.
Bond entdeckt, dass es sich bei den beiden Schauspielern um Michael Brooks und Emerald Lacy handelt, die Eltern von Nina, die nicht wie bisher angenommen tot waren. Die beiden sagen, dass sie die Terrororganisation infiltriert haben und einen Plan haben, aber der Bond hat Zweifel. Währenddessen tritt ein wichtiger Politiker der Sowjetunion in den Prozess ein: General Jewgeni Juskowitsch, Oberbefehlshaber der Raketenstreitkräfte. Yuskovich spielt den Richter im Prozess.

## Ausgaben
The Man from Barbarossa erschien bereits 1991 in Großbritannien und wurde von dem Schriftsteller John Gardner verfasst. Die deutsche Erstveröffentlichung des Romans erschien am 20. Dezember 2017 durch den Cross Cult Verlag unter dem Titel: Der Mann von Barbarossa.
Von 2012 bis 2023 übersetzte der Cross Cult Verlag alle James-Bond-Romane von Ian Fleming und John Gardner. Nachdem Roman Der Mann von Barbarossa war vorerst Schluss mit der weiteren Publikation der noch ausstehenden Romane. Im Dezember 2022 hatte sich der Verlag von James Bond verabschiedet und offiziell bekanntgegeben, keine weiteren Romane mehr zu übersetzen. Im März 2023 kam dann die Kehrtwende und der Verlag entschloss sich dazu, die noch ausstehenden John-Gardner-James-Bond-Romane in Deutschland zu veröffentlichen. Es ist lediglich ein Fan-Service, so der Verlag.